# Rivèrenert
Rivèrenert ist eine französische Gemeinde mit 192 Einwohnern (Stand 1. Januar 2022) im Département Ariège in der Region Okzitanien. Sie gehört zum Kanton Couserans Est im Arrondissement Saint-Girons. 
Sie liegt in den französischen Pyrenäen und grenzt im Norden an Montesquieu-Avantès, Lescure und Rimont, im Osten an Esplas-de-Sérou, im Süden an Biert, Soulan und Erp sowie im Westen an Lacourt und Encourtiech.

## Bevölkerungsentwicklung
| Jahr      | 1962 | 1968 | 1975 | 1982 | 1990 | 1999 | 2008 | 2019 |
| --------- | ---- | ---- | ---- | ---- | ---- | ---- | ---- | ---- |
| Einwohner | 342  | 298  | 218  | 174  | 156  | 135  | 182  | 163  |